# Desaparecimento de Valentich
O Desaparecimento de Frederick Valentich foi um evento que ocorreu em 21 de Outubro de 1978, no qual Frederick Valentich, 20 anos, desapareceu em circunstâncias inexplicadas enquanto pilotava um Cessna 182L sobre o Estreito de Bass para a Ilha King, Austrália.
Antes de seu desaparecimento, Valentich relatou via rádio que havia encontrado uma aeronave não identificada que voava em alta velocidade perigosamente próxima de seu Cessna, e posteriormente pairou sobre a aeronave. O caso chamou atenção da imprensa e tornou-se parte da doutrina OVNI. Havia relatos de que um OVNI foi avistado na Austrália na noite do desaparecimento; Porém, a Associated Press informou que o Departamento de Transporte duvidava que um OVNI estava por trás do desaparecimento de Valentich, e que alguns dos oficiais especularam que “Valentich ficou desorientado e viu suas próprias luzes refletidas na água, ou luzes de uma ilha próxima, enquanto voava de cabeça para baixo”.

## Frederick Valentich

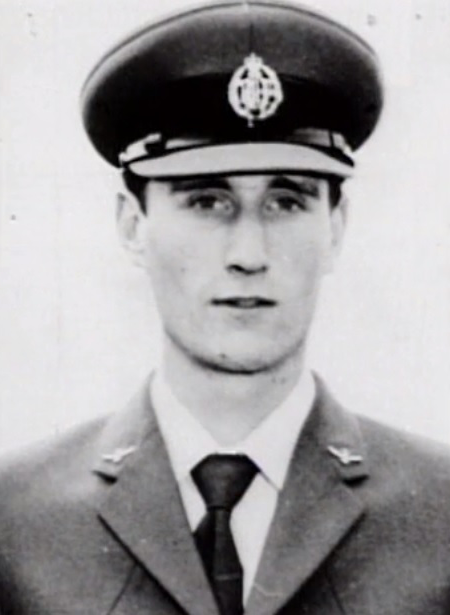
Frederick Valentich

Frederick Valentich (9 de junho de 1958 - Desapareceu em 21 de outubro de 1978) tinha aproximadamente 150 horas de voo e uma avaliação de classe quatro, o que permitia que ele voasse a noite mas somente "em condições meteorológicas de voo visuais [en]". Ele tentou se juntar à Real Força Aérea Australiana duas vezes, mas foi rejeitado por não ter qualificação adequada.
Valentich estava estudando meio período para se tornar um piloto comercial mas tinha um péssimo histórico, tendo falhado em todos os cinco exames de licença duas vezes, e um mês antes do desaparecimento ele tinha falhado outros três exames de licença. Ele se envolveu em incidentes aéreos, como por exemplo, quando desviou para uma zona controlada em Sydney, pelo qual recebeu um aviso, e quando deliberadamente voou em direção a uma nuvem duas vezes, algo que poderia ter resultado em acusação. De acordo com seu pai, Guido, Valentich acreditava em OVNIs e temia ser atacado por eles. Seis dias antes de seu desaparecimento, Valentich contou à sua namorada Rhonda Rushton sobre a possibilidade de ele ser levado por OVNIs, segundo ela.
O destino de voo final de Valentich era a Ilha King, mas o motivo por trás disso é desconhecido. Ele contou pros oficiais de voo que estava indo para a Ilha King para buscar amigos, e para outros ele disse que ia pegar lagostim. Investigações provaram que ambas essas afirmações eram falsas. Além disso, Valentich não notificou ao aeroporto da Ilha King [en] sobre sua intenção de pousar lá, indo contra o “procedimento padrão”.

## Detalhes

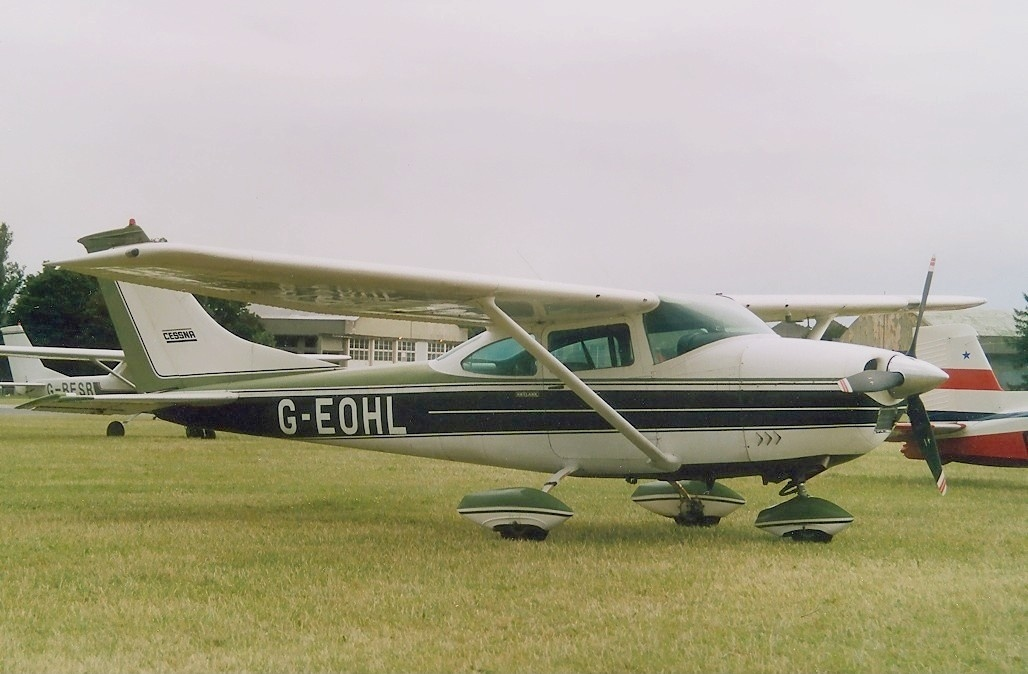
Cessna 182L, similar ao aparelho desaparecido.

Valentich fez uma transmissão via rádio ao controle de tráfego aéreo de Melbourne às 19:06 para relatar que uma aeronave não identificada estava o seguindo a 4,500 pés (1,400 metros). Ele foi informado que não havia tráfego conhecido naquele nível. Valentich disse que podia ver uma aeronave desconhecida que aparentava ter quatro luzes de pouso. Ele não pôde identificar a aeronave, mas disse que estava 1,000 pés (300 metros) acima dele e se movendo em alta velocidade. Valentich então relatou que a aeronave estava se aproximando do leste e disse que o outro piloto poderia estar “fazendo algum tipo de jogo” com ele. Valentich disse que a aeronave estava “sobrevoando” sobre ele e que tinha uma superfície brilhante de metal e uma luz verde. Valentich também relatou que estava tendo problemas com o motor. Quando o serviço perguntou sobre a aeronave, Valentich disse: “Não é uma aeronave”. A transmissão foi então interrompida por sons não identificados descritos como “sons metálicos de raspagem” antes de todo o contato ser perdido.

## Busca e investigação
O alerta de busca e salvamento foi dado no mesmo minuto do desaparecimento. Uma busca no mar foi realizada com dois P-3 Orion da RAAF, até 25 de Outubro do mesmo ano, mas nenhum rastro de Valentich ou sua aeronave foram encontrados, e a investigação do Departamento de Transporte concluiu que a razão para o desaparecimento não podia ser determinada, mas que "provavelmente foi fatal" para Valentich. Cinco anos depois do desaparecimento da aeronave de Valentich, um flap de carenagem [en] foi encontrado na costa da Ilha Flinders. Em Julho de 1983, o Departamento de Investigação de Segurança Aérea perguntou para o Laboratório de Pesquisa da Marinha Real Australiana sobre a possibilidade de que o flap de carenagem tivesse vindo da região em que a aeronave desapareceu. O departamento escreveu que “a peça foi identificada como pertencente a uma aeronave Cessna 182 entre um certo alcance de números em série” o que incluía a aeronave de Valentich.

## Explicações propostas
Uma explicação é que Valentich ficou desorientado e estava voando de cabeça para baixo. Se fosse o caso, as luzes que ele viu seriam na verdade as luzes de seu próprio avião, refletidas na água. E então ele teria caído na água.
Também foi proposto que Valentich encenou seu próprio desaparecimento. Mesmo levando em conta uma viagem de 30 a 45 minutos até o Cabo Otway, o monomotor Cessna 182 ainda tinha combustível suficiente para voar 800 quilômetros. Apesar das condições ideais, em nenhum momento a aeronave foi detectada no radar, o que gerou dúvidas quanto à sua proximidade do Cabo Otway; e a polícia de Melbourne recebeu relatos de uma aeronave leve que fez um pouso misterioso não muito longe do Cabo Otway na mesma época do desaparecimento de Valentich.
Outra teoria é que ele cometeu suicídio. Segundo o ufólogo Keith Basterfield, entrevistas com médicos e colegas que conheciam Valentich eliminaram essa possibilidade.
Uma revisão das transmissões de rádio e outros dados feita pelo astrônomo e piloto aposentado da Força Aérea dos Estados Unidos James McGaha e pelo autor Joe Nickell propõe que o inexperiente Valentich se enganou por causa de uma ilusão de um horizonte inclinado [en] pelo qual ele tentou se ajustar e acidentalmente fez a aeronave ficar descendo em espiral [en], enquanto achava estar fazendo uma órbita simples. De acordo com os autores, a força G causada por tal espiral iria diminuir o fluxo de combustível, resultando no “motor empacando” como Valentich descreveu. McGaha e Nickell também sugerem que as luzes que Valentich viu eram provavelmente os planetas Vênus, Marte e Mercúrio, junto da estrela Antares, que estariam posicionados de um modo consistente com o que Valentich descreveu.
Brian Dunning apontou que a transmissão de rádio era bastante parecida com o diálogo de uma cena do filme Close Encounters of the Third Kind, que foi lançado em menos de um ano antes do desaparecimento de Valentich, e era popular entre jovens, pilotos e fãs de OVNIs.  Dunning especula que é possível que Valentich estivesse tentando imitar o filme por diversão, e fez seu avião andar em círculos para “dar ao pessoal do radar algo para ver”, mas acabou ficando desorientado e bateu na água.

## Na Ufologia

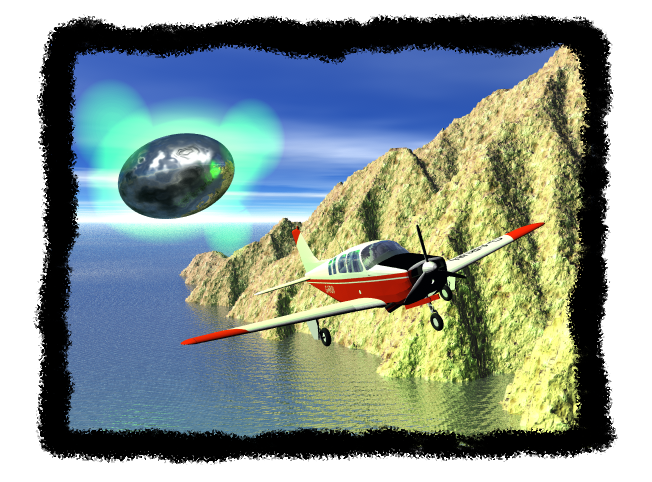
Reconstrução artística de um OVNI seguindo a aeronave de Valentich, baseada nas teorias de ufólogos.

Várias pessoas, incluindo o pai de Valentich, acreditaram que o piloto foi abduzido por um OVNI. Também houve vários relatos de pessoas que disseram ter visto um “objeto brilhante em alta velocidade” no céu. Porém, o Observatório MT Stromlo explicou que havia uma chuva de meteoritos naquela noite, o que explicaria esses relatos.
Fotos tiradas pelo encanador Roy Manifold 20 minutos antes da transmissão de rádio de Valentich foram associadas ao desaparecimento, pois duas das seis fotos dele mostram anomalias estranhas perto do mar. A quarta foto mostra um “caroço preto” supostamente emergindo da água, e a sexta mostra uma massa estranha no céu. O repórter e editor do site Snopes, Jordan Liles, disse que o objeto poderia ser nada mais do que uma “mosca fora de foco” na lente ou um pássaro voando.

## Transcrição das últimas transmissões

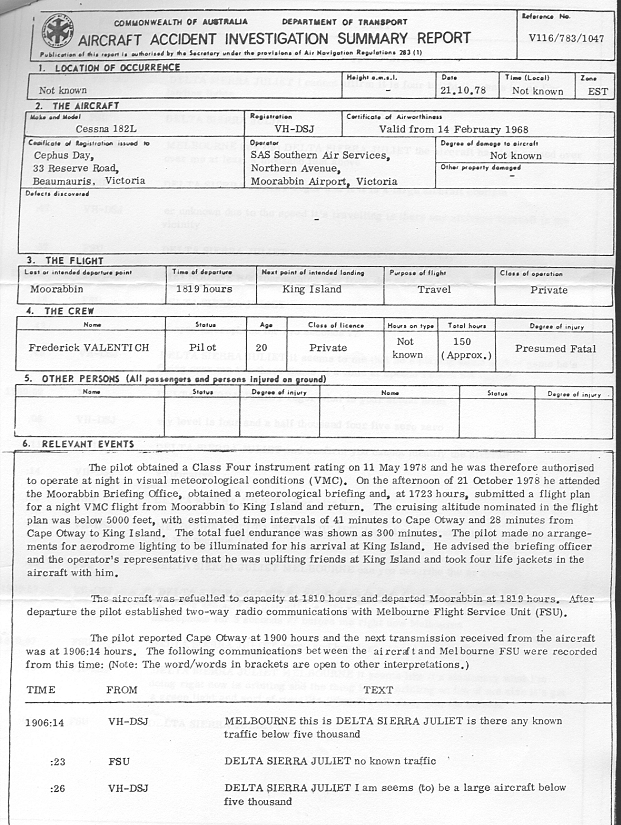
Relatório do Departamento de Infraestrutura e Transporte (página 1)
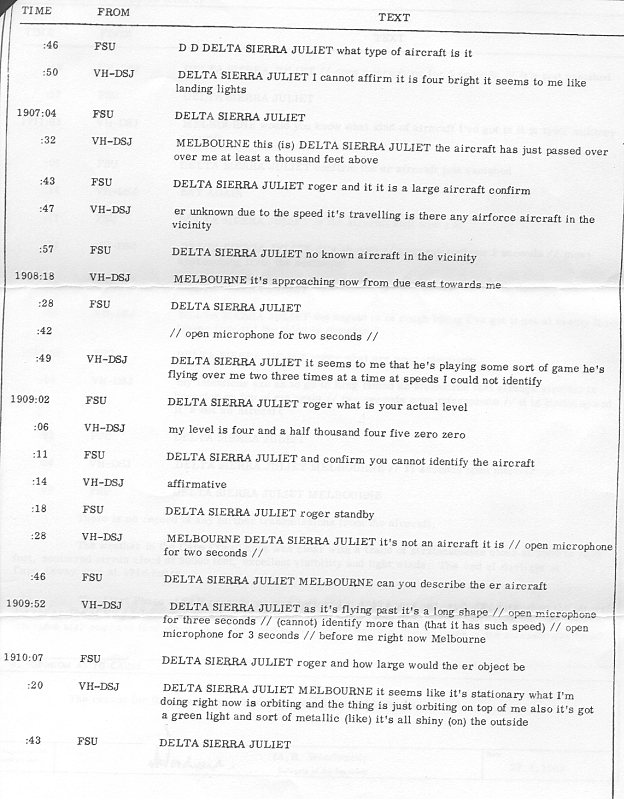
Relatório do Departamento de Infraestrutura e Transporte (página 2)
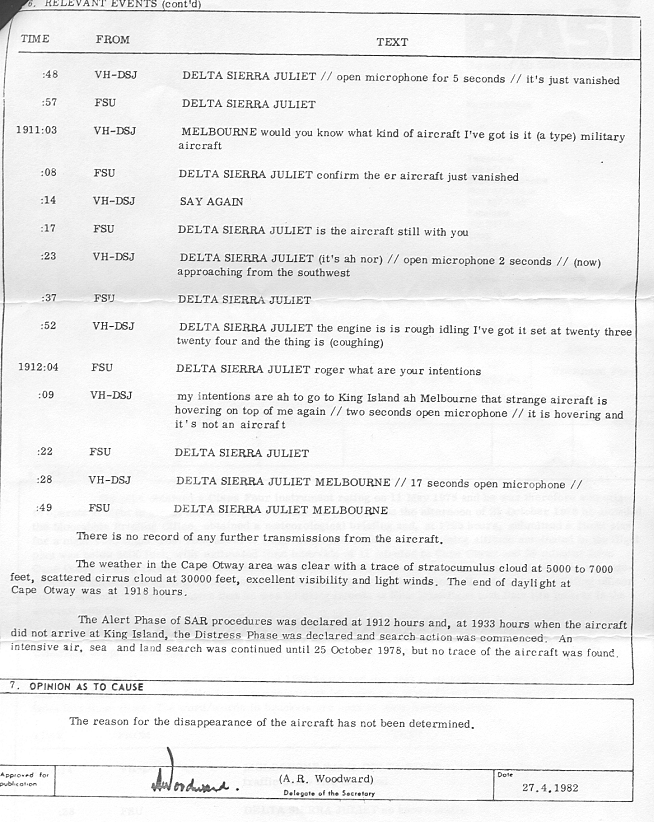
Relatório do Departamento de Infraestrutura e Transporte (página 3)

O que segue abaixo é uma transcrição livremente traduzida da comunicação entre Valentich e o controle de tráfego aéreo, a partir das três páginas do relatório do Departamento de Transportes Australiano:
- 19:06:14 DSJ [Valentich]: Melbourne, aqui é Delta Sierra Juliet. Existe algum tráfego conhecido abaixo de cinco mil?
- FS [Flight Services; Robey]: Delta Sierra Juliet, não há tráfego conhecido.
- DSJ: Delta Sierra Juliet, eu [estou vendo] o que parece ser uma grande aeronave abaixo de cinco mil.
- 19:06:44 FS: Delta Sierra Juliet, que tipo de aeronave é?
- DSJ: Delta Sierra Juliet, eu não posso afirmar, tem quatro [luzes] brilhantes e parece com luzes de pouso.
- FS: Delta Sierra Juliet.
- 19:07:31 DSJ: Melbourne, aqui é Delta Sierra Juliet, a aeronave acaba de passar por cima de mim, pelo menos mil pés acima.
- FS: Delta Sierra Juliet, entendido, e é um grande avião, confirmado?
- DSJ: Desconhecido, devido à velocidade que está viajando. Não há qualquer aeronave da força área na proximidade?
- FS: Delta Sierra Juliet, nenhuma aeronave conhecida nas proximidades.
- 19:08:18 DSJ: Melbourne, está se aproximando agora a leste, em direção a mim.
- FS: Delta Sierra Juliet.
- 19:08:41 DSJ: (microfone aberto por dois segundos.)
- 19:08:48 DSJ: Delta Sierra Juliet, parece-me que ele está fazendo algum tipo de jogo, ele está voando acima de mim duas, três vezes a velocidades que eu não consigo identificar.
- FS: Delta Sierra Juliet, entendido, qual é o seu nível real?
- DSJ: Meu nível é quatro mil e quinhentos, quatro cinco zero zero.
- FS: Delta Sierra Juliet, e você confirma que não pode identificar a aeronave?
- DSJ: Afirmativo.
- FS:  Delta Sierra Juliet, entendido, stand by.
- 19:09:27 DSJ: Melbourne, Delta Sierra Juliet, não é um avião e é (microfone aberto por dois segundos)
- 19:09:42 FS: Delta Sierra Juliet, você pode descrever a aeronave desconhecida?
- DSJ: Delta Sierra Juliet, ela está sobrevoando acima de mim, é de uma forma alongada (microfone aberto por dois segundos) não é possível identificar mais com essa velocidade (microfone aberto por três segundos). Está diante de mim agora Melbourne.
- 19:10 FS: Delta Sierra Juliet, entendido, e quão grande o objeto desconhecido é?
- 19:10:19 DSJ: Delta Sierra Juliet, Melbourne, parece que ele está me perseguindo. O que eu estou fazendo agora é orbitar e a coisa está orbitando sobre mim também. Tem uma luz verde, como metal, tudo é brilhante no seu exterior.
- FS: Delta Sierra Juliet
- 19:10:46 DSJ: Delta Sierra Juliet, (microfone aberto por três segundos) simplesmente desapareceu.
- FS: Delta Sierra Juliet.
- 19:11:00 DSJ: Melbourne, você sabe que tipo de aeronave é? É um avião militar?
- FS: Delta Sierra Juliet, confirme, a aeronave desconhecida simplesmente desapareceu.
- DSJ: Diga novamente.
- FS: Delta Sierra Juliet, a aeronave ainda está com você?
- DSJ: Delta Sierra Juliet; está (microfone aberto por dois segundos) a aproximar-se do sudoeste.
- FS: Delta Sierra Juliet
- 19:11:50 DSJ: Delta Sierra Juliet, o motor está empacando. Eu tenho definido em vinte e três vinte quatro e a coisa está a (tossindo)
- FS: Delta Sierra Juliet, entendido, quais são suas intenções?
- DSJ: Minhas intenções são - ah - ir para King Island - ah - Melbourne. Aquela aeronave estranha está flutuando por cima de mim novamente (microfone aberto por dois segundos). Está flutuando e (microfone aberto por dois segundos) não é uma aeronave.
- FS: Delta Sierra Juliet.
- 19:12:28 DSJ: Delta Sierra Juliet. Melbourne (microfone aberto por dezessete segundos).